# Los demonios de Jedediah Pan
Los demonios de Jedediah Pan (en el inglés original, The Demons of Jedediah Pan) es una serie de historietas de terror creada por el guionista estadounidense Bill DuBay y el dibujante español José Ortiz para la revista "Eerie" en 1976.

## Creación y trayectoria editorial
A principios de los años 70, los demonios estaban proliferando en el cómic norteamericano, con personajes como Etrigan el Demonio y Ghost Rider, ambos de agosto de 1972, Daimon Hellstrom de 1973 y Satana o Gabriel the Devil Hunter, de 1974.
Los demonios de Jedediah Pan  empezó a publicarse en número 74 de "Eerie", aparecido en mayo de 1976, cuya portada ocupaba con una ilustración de Ken Kelly.
| Número     | Título                                              | Número de páginas | Publicación original      |
| ---------- | --------------------------------------------------- | ----------------- | ------------------------- |
| 1          | «The Demons of Jedediah Pan: Daddy Was A Demon Man» | 8                 | "Eerie" núm. 74 (05/1976) |
| Argumento: |                                                     |                   |                           |
| 2          | «The Demons of Jeremiah Cold»                       | 12                | "Eerie" núm. 75 (06/1976) |
| Argumento: |                                                     |                   |                           |
| 3          | «The Demons Of Father Pain»                         | 8                 | "Eerie" núm. 77 (09/1976) |
| Argumento: |                                                     |                   |                           |

En España, fue publicada en la revista "Vampus" de Garbo Editorial a partir de junio de ese mismo año.
El personaje también apareció en dos historietas de la serie Vampirella, obra de Rich Margopoulos y Rudy Nebres.
| Número     | Título                          | Número de páginas | Publicación original           |
| ---------- | ------------------------------- | ----------------- | ------------------------------ |
| 4          | «Bracelets, Demons, And Death!» | 25                | "Vampirella" núm. 92 (12/1980) |
| Argumento: |                                 |                   |                                |
| 5          | «Apocalypse Inc.»               | 20                | "Vampirella" núm. 93 (01/1981) |
| Argumento: |                                 |                   |                                |